# Ernie Lombardi
Ernesto Natali Lombardi (ur. 6 kwietnia 1908, zm. 26 września 1977) – amerykański baseballista, który występował na pozycji łapacza przez 17 sezonów w Major League Baseball.
Lombardi po ukończeniu szkoły średniej podpisał kontrakt z występującym w Pacific Coast League zespołem Oakland Oaks, dla którego rozegrał 450 meczów przy średniej uderzeń 0,367. W styczniu 1931 w ramach wymiany zawodników przeszedł do Brooklyn Robins, w którym zadebiutował trzy miesiące później. W marcu 1932 został oddany do Cincinnati Reds. W 1936 po raz pierwszy wystąpił w Meczu Gwiazd, zaś w 1938 został wybrany MVP National League, mając między innymi najlepszą w lidze średnią uderzeń (0,342).
W sezonie 1940 zagrał w dwóch meczach World Series, w których Reds pokonali Detroit Tigers 4–3. W 1942 przeszedł do Boston Braves i po raz drugi w karierze zwyciężył w klasyfikacji pod względem średniej uderzeń (0,330). W latach 1943–1947 był zawodnikiem New York Giants. W 1986 został wybrany do Galerii Sław Baseballu.
| Nagroda/wyróżnienie      | Lata                                           | Źródło |
| MVP National League      | 1938                                           | [ 4 ]  |
| 8× All-Star              | 1936, 1937, 1938, 1939, 1940, 1942, 1943, 1945 | [ 3 ]  |
| zwycięzca w World Series | 1940                                           | [ 5 ]  |
| Baseball Hall of Fame    | od 1986                                        | [ 6 ]  |